# ウェイン郡 (オハイオ州)
ウェイン郡（英: Wayne County）は、アメリカ合衆国オハイオ州の北部に位置する郡である。人口は11万6894人（2020年）。郡庁所在地はウースターであり、同郡で人口最大の都市である。
ウェイン郡はその全体で、ウースター小都市圏を構成している。郡名は"マッド"・アンソニー・ウェイン将軍に因んで名付けられた。

## 地理
アメリカ合衆国国勢調査局に拠れば、郡域全面積は556.82平方マイル (1,442.2 km2)であり、このうち陸地554.93平方マイル (1,437.3 km2)、水域は1.89平方マイル (4.9 km2)で水域率は0.34%である。

### 隣接する郡
- メダイナ郡 - 北
- サミット郡 - 北東
- スターク郡 - 東
- ホームズ郡 - 南
- アシュランド郡 - 西

## 人口動態
以下は2000年国勢調査による人口統計データである。
| 基礎データ - 人口: 111,564人 - 世帯数: 40,445 世帯 - 家族数: 29,484 家族 - 人口密度: 78人/km2（201人/mi2） - 住居数: 42,324軒 - 住居密度: 29軒/km2（76軒/mi2） 人種別人口構成 - 白人: 96.52% - アフリカン・アメリカン: 1.57% - ネイティブ・アメリカン: 0.16% - アジア人: 0.66% - 太平洋諸島系: 0.01% - その他の人種: 0.24% - 混血: 0.84% - ヒスパニック・ラテン系: 0.75% 先祖による構成 - ドイツ系：31.7% - アメリカ人：13.9% - アイルランド系：9.6% - イギリス系：9.0% - スイス系：5.5% 言語による構成 - 英語：91.5% - ドイツ語：3.2% - オランダ語：1.6% - ペンシルベニアドイツ語：1.5% - スペイン語：1.2% | 年齢別人口構成 - 18歳未満: 27.4% - 18-24歳: 9.8% - 25-44歳: 27.8% - 45-64歳: 22.7% - 65歳以上: 12.2% - 年齢の中央値: 35歳 - 性比（女性100人あたり男性の人口） - 総人口: 97.5 - 18歳以上: 94.5 世帯と家族（対世帯数） - 18歳未満の子供がいる: 35.0% - 結婚・同居している夫婦: 60.8% - 未婚・離婚・死別女性が世帯主: 8.7% - 非家族世帯: 27.1% - 単身世帯: 22.7% - 65歳以上の老人1人暮らし: 8.7% - 平均構成人数 - 世帯: 2.68人 - 家族: 3.17人 収入と家計 - 収入の中央値 - 世帯: 41,538米ドル - 家族: 48,294米ドル - 性別 - 男性: 33,976米ドル - 女性: 23,203米ドル - 人口1人あたり収入: 18,330米ドル - 貧困線以下 - 対人口: 8.0% - 対家族数: 5.4% - 18歳未満: 10.6% - 65歳以上: 6.9% |

## 郡図書館
ウェイン郡公共図書館はウースター市にある管理事務所と、クレストン、ダルトン、ドイルズタウン、リットマン、シュリーブ、ウェストセイラムにある支部から、郡民に対するサービスを行っている。移動図書館も運行し、地域支援活動を行っている。利用者は北東オハイオ州にある図書館の集まり、CLEVNETの拡大サービスを使うことができる。
2005年、この図書館は54,000人の利用者に120万件以上を貸し出した。蔵書数は34万冊以上、定期刊行物は900種以上ある。

## 郡区

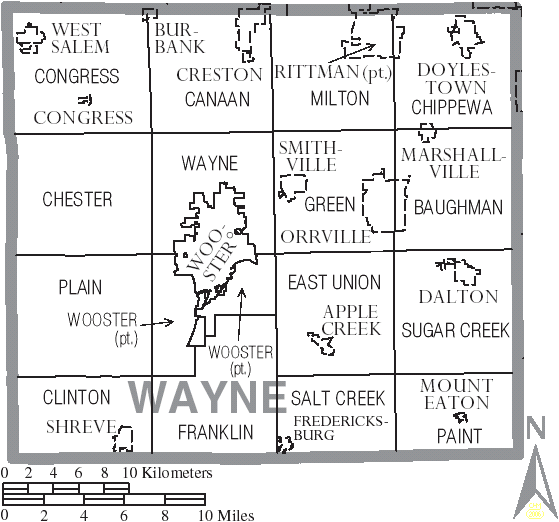
ウェイン郡図

ウェイン郡は下記16の郡区に分割されている。
| - ボーマン - カナーン - チェスター - チッペワ | - クリントン - コングレス - イーストユニオン - フランクリン | - グリーン - ミルトン - ペイント - プレーン | - ソルトクリーク - シュガークリーク - ウェイン - ウースター |

### 都市
| - ウースター - 郡庁所在地 - ノートン - オーアビル - リットマン |

### 村
| - アップルクリーク - バーバンク - コングレス | - クレストン - ダルトン - ドイルズタウン | - フレデリックスバーグ - マーシャルビル - マウントイートン | - シュリーブ - スミスビル - ウェストセイラム |

### 未編入の町
- ファンク
- キッドロン
- スターリング

## 高校
| - セントラルクリスチャン高校 - チッペワ高校 - ダルトン高校 - キングスウェイクリスチャン学校 | - ノースウェスタン高校 - ノーウェイン高校 - オーアビル高校 - リットマン高校 | - スミスビル高校 - トライウェイ高校 - ウェインデール高校 - ウースター高校 |